# Turbinicarpus gielsdorfianus
Turbinicarpus gielsdorfianus es una especie fanerógama perteneciente a la familia Cactaceae. 

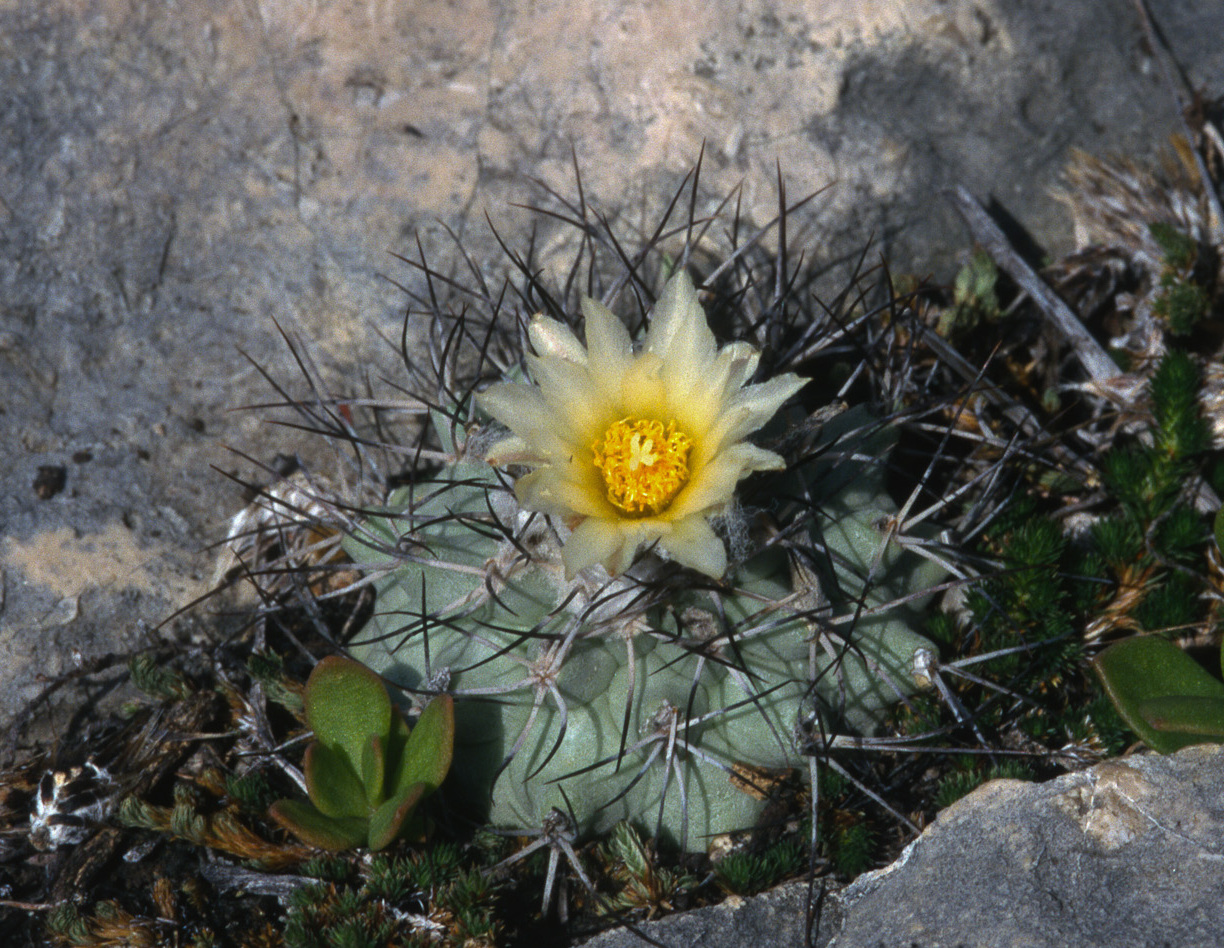
En su hábitat

## Distribución
Es endémica de San Luis Potosí y Tamaulipas en México. Su hábitat natural son los áridos desiertos.
Es una especie  rara poco usual en colecciones.
Se encuentra en peligro de extinción según la Norma Oficial Mexicana 059 de SEMARNAT.

## Descripción
Es una planta perenne carnosa y globosa con tallos armados de espinas, de color verde y con las flores de color blanco ubicadas en el ápice.
10 cm de alto.
Longevidad estimada: 30 años.

## Taxonomía
Turbinicarpus gielsdorfianus fue descrita por (Werderm.) John & Riha y publicado por primera vez en Repertorium Plantarum Succulentarum 19(1): 22. 1983.
Etimología
Turbinicarpus: nombre genérico que deriva del latín "turbo" = "vértebras" y del griego "καρπός" (karpos) = "fruta", donde se refiere a la forma de la fruta.
gielsdorfianus: epíteto
Sinonimia
- Echinocactus gielsdorfianus basónimo
- Neolloydia gielsdorfiana
- Thelocactus gielsdorfianus
- Gymnocactus gielsdorfianus
- Pediocactus gielsdorfianus[4]

## Nombre común
- Español: Biznaguita